# Louis Poletti
Pas d'image ? Cliquez ici

a Compétitions nationales et continentales officielles uniquement.

b Matchs officiels uniquement.
Louis Poletti, né le 16 janvier 1930 à Venaco et mort le 2 septembre 2002 à Carcassonne, est un joueur et entraîneur de rugby à XIII dans les années 1950 et 1960.
Il commence sa carrière à Toulouse puis rejoint en 1954 Carcassonne avec lequel il remporte la Coupe de France en 1961 et 1963, et dispute trois finales, toutes perdues, de Championnat de France en 1955 et 1956 et 1958.
Fort de ses performances en club, il est sélectionné à de nombreuses reprises en équipe de France entre 1955 et 1960 prenant part à la Coupe du monde 1960.

## Biographie
Dans le civil, il travaille comme serrurier.

## Palmarès

### En tant que joueur
- Collectif :
  - Vainqueur du Coupe de France : 1961 et 1963 (Carcassonne).
  - Finaliste du Championnat de France : 1955 et 1956 et 1958 (Carcassonne).
  - Finaliste du Coupe de France : 1960 (Carcassonne).